# Хор Монтеверди в Гамбурге
Хор Монтеверди (также Монтеверди-хор, нем. Monteverdi-Chor Hamburg) — немецкий хоровой коллектив, основанный в 1955 году дирижёром Юргеном Юргенсом.

## История коллектива
Хор Монтеверди возник как хоровой коллектив Института итальянской культуры в Гамбурге. В том же году по предложению директора института ему было присвоено имя Клаудио Монтеверди. С 1961 года хор работает при Гамбургском университете, поскольку его основатель Юргенс в 1961—1993 годах занимал пост университетского музикдиректора.
В 1959 году Хор Монтеверди впервые получил международное признание — первую премию Международного хорового конкурса в Ареццо. В 1962 году за ней последовала победа на Международном хоровом конкурсе в Лилле (Франция).
В сотрудничестве с дирижёрами Густавом Леонхардтом, Николаусом Арнонкуром, Франсом Брюггеном, Эдуардом Мелькусом были выпущены многочисленные записи, две из них были отмечены премией Grand Prix du Disque. Хор гастролировал во многих странах Западной и Восточной Европы, Ближнего Востока, Центральной и Латинской Америки, Юго-Восточной Азии, в США, Китае и Австралии.
После внезапной смерти Юргена Юргенса в августе 1994 года художественное руководство хором принял дирижёр и певец Готхарт Штир. В октябре 2018 года новым главным дирижёром был избран специалист по ранней музыке Антониус Адамске.